# Дракула (телесериал, 2013)
«Дра́кула» (англ. Dracula) — американско-английский телесериал в жанре ужасов и драмы, основанный на романе «Дракула» Брэма Стокера. Создателем сериала является Коул Хэддон. Соавтором сериала является Дэниел Кнауф, автор сериала HBO «Карнавал». Премьера сериала состоялась 25 октября 2013 года на телеканале NBC после премьерной серии третьего сезона телесериала «Гримм».
10 мая 2014 года канал закрыл сериал после одного сезона.

## Сюжет
Дракула приезжает в Лондон, выдавая себя за американского предпринимателя, который хочет развития современной науки в викторианском обществе. На самом деле Дракула стремится отомстить тем, кто предал его веками раньше. Когда Дракула начинает осуществлять свой план, он безнадежно влюбляется в женщину, которая может быть реинкарнацией его покойной жены.

## В ролях

### Основной состав
- Джонатан Рис Майерс — Дракула / Александр Грейсон / Влад Цепеш
- Джессика де Гау — Мина Мюррей[англ.] / Илона
- Томас Кречман — Абрахам Ван Хельсинг
- Виктория Смарфит — леди Джейн Уэзерби
- Оливер Джексон-Коэн — Джонатан Харкер[англ.]
- Нонсо Анози — Р. М. Ренфилд[англ.]
- Кэти Макграт — Люси Вестенра[англ.]

### Второстепенный состав
- Бен Майлз — Браунинг
- Роберт Батерст — лорд Томас Девенпорт
- Миклош Баньяи — Забо
- Фил МакКи — Джозеф Ковальски
- Энтони Калф — доктор Уильям Мюррей
- Джемма Редгрейв — Минерва Вестенра
- Тамер Хассан — Каха Рума «Марокканец»
- Стивен Уолтерс — Хэкетт

## История создания
Производство сериала началось в феврале 2013 года в Будапеште.
Стив Шилл («Декстер», «Закон и порядок: Преступное намерение», «Тюдоры») срежиссировал пилотный эпизод. Среди других режиссёров Энди Годдард («Закон и Порядок: Великобритания», «Аббатство Даунтон», «Торчвуд»), Брайан Келли («Льюис», «Аббатство Даунтон»), Ник Мёрфи («Оккупация», «Портал юрского периода») и Тим Фейвелл («Льюис», «Воскрешая мёртвых», «Мастера секса»).
Другие сценаристы включают Тома Гривза («Быть человеком» и «Дворец») и Ребекку Кирш («Воздействие»).

## Эпизоды
| № | Название                                      | Режиссёр     | Автор сценария                                      | Дата премьеры   | Зрители в США (млн) |
| --- | --------------------------------------------- | ------------ | --------------------------------------------------- | --------------- | ------------------- |
| 1 | «The Blood is the Life» «Кровь есть жизнь»    | Стив Шилл    | Коул Хэддон                                         | 25 октября 2013 | 5,31                |
| На вечере по случаю прибытия Александра Грейсона в Лондон, он замечает Мину Мюррей, как две капли воды похожую на его погибшую жену Илону. Она находится в компании друзей Джонатана Харкера и Люси Вестенра. Также он замечает привлекательную светскую львицу леди Джейн Уэзерби, а также членов ордена Дракона. |                                               |              |                                                     |                 |                     |
| 2 | «A Whiff of Sulfur» «Легкий запах серы»       | Стив Шилл    | Дэниел Кнауф                                        | 1 ноября 2013   | 3,39                |
| Александр и леди Джейн становятся любовниками, несмотря на его подозрения, что она имеет отношение к ордену Дракона. Мина просит у Александра совета относительно трудного экзамена в медицинском университете, а Ван Хельсинг продолжает работать над сывороткой против действия солнечного света на вампиров. Тем временем Джонатан заключает сделку с дьяволом. |                                               |              |                                                     |                 |                     |
| 3 | «Goblin Merchant Men» «Гоблин-купец»          | Энди Годдард | Харли Пейтон                                        | 8 ноября 2013   | 2,96                |
| Грейсон продолжает исследовать связи леди Джейн и ордена Дракона и наживает себе могущественного врага-лорда Девинпорта. Между тем Люси пытается отвлечь Мину от переживаний, связанных в Джонатаном. Грейсон дает Джонатану совет, который помогает наладить отношения с Миной. |                                               |              |                                                     |                 |                     |
| 4 | «From Darkness to Light» «От тьмы к свету»    | Энди Годдард | Том Гривз                                           | 15 ноября 2013  | 2,99                |
| Грейсон предлагает Харкеру и Мине устроить вечер по случаю их помолвки. Тем временем к нему приезжает старый соратник, вампир, который плохо себя контролирует. Леди Джейн ищет вампира, который настолько силен, что смог выследить и убить Провидцев. Лорд Девинпорт идет против указов ордена Дракона и похищает Ренфилда. |                                               |              |                                                     |                 |                     |
| 5 | «The Devil's Waltz» «Дьявольский вальс»       | Ник Мёрфи    | Николь Тейлор                                       | 29 ноября 2013  | 2,84                |
| Мине сниться сон о Грейсоне. Ван Хельсинг продвигается в своих опытах над сывороткой. Гейсон пытается найти Ренфилда, но до захода солнца не может сам пойти на его поиски и отправляет Харкера. Во время приема по поводу помолвки Грейсон танцует с Миной, леди Джейн, Харкер и Люси замечают "химию" между ними. Браунинг говорит леди Джейн, что возможно вампир, которого они ищут — Грейсон. Она это отрицает. Грейсон находит Ренфилда и спасает его. |                                               |              |                                                     |                 |                     |
| 6 | «Of Monsters and Men» «О людях и монстрах»    | Ник Мёрфи    | Кэти Лавджой                                        | 6 декабря 2013  | 3,83                |
| Браунинг решает провести заседание совета днем, чтобы разоблачить Грейсона. Ван Хельсинг и Грейсон идут на рискованный эксперимент с сывороткой. Люси рассказывает о своих чувствах Мине. Харкер и Мина проводят ночь вместе. |                                               |              |                                                     |                 |                     |
| 7 | «Servant to Two Masters» «Слуга двоих господ» | Брайан Келли | Ребекка Кирш                                        | 3 января 2014   | 2,90                |
| Грейсон опьянен тем, что может находиться под солнцем, поэтому долго отказывается от крови. Ренфилд отправляется в Будапешт, чтобы купить картину Илоны, но её похищает наемник лорда Девинпорта. Леди Джейн продолжает манипулировать Люси и предлагает ей соблазнить Харкера. Грейсон хочет представить свою технологию обществу, но орден Дракона подкупает полицию и отравляет людей, тем самым закрывает производство. Харкер не пришел на танцы в больнице, Грейсон танцует с Миной и это замечает её отец. |                                               |              |                                                     |                 |                     |
| 8 | «Come to Die» «Приходи умирать»               | Брайан Келли | Харли Пейтон                                        | 10 января 2014  | 2,47                |
| Мина избегает Грейсона и погружается полностью в учебу, на неё нападают люди лорда Девинпорта, но Грейсон её спасает. В больнице Харкер понимает кто на неё напал и говорит, что отомстит. Он идет к лорду Девинпорту, тот показывает ему портрет. Харкер в не себя от ярости и ревности спит с Люси. Леди Джейн узнает, что Дракула в городе. Кто-то похищает детей Браунинга. Он и леди Джейн видят насаженных мужчин на ворота, которые напали на Мину. |                                               |              |                                                     |                 |                     |
| 9 | «Four Roses» «Четыре розы»                    | Тим Фейвелл  | История: Джесси Пейронел Телесценарий: Дэниел Кнауф | 17 января 2014  | 2,78                |
| Грейсон решает начать войну с Орденом Дракона. Мистер Браунинг отчаянно ищет своих детей, а леди Джейн призывает всех охотников на поиски Дракулы. Харкер вступает в ряды Ордена Дракона и похищает чертежи у Грейсона. Люси рассказывает все Мине о Харкере. Мина сбегает из больнице и идет к нему. Грейсон навещает Мину в больнице, она рассказывает ему, что Илона снится ей с детства и поступке Люси. Грейсон приходит к Люси для того, чтобы сделать её чудовищем, которым она является. |                                               |              |                                                     |                 |                     |
| 10 | «Let There Be Light» «Да будет свет»          | Тим Фейвелл  | Том Хэддон                                          | 24 января 2014  | 3,04                |
| Грейсон готовится продемонстрировать свою новую технологию. Харкер с Орденом решаю помешать ему в этом и устраивают взрыв на демонстрации.Теперь Грейсон и Мина знают,что Харкер на стороне врага.Ван Хельсинг уничтожает установку,которая помогает Грейсону выходить на свет и выманивает Браунинга прийти выкупить своих детей,но он уже сделал их вампирами с помощью крови Дракулы.Леди Джейн вооружившись кинжалом Папы Римского собирается убить Дракулу,но в драке побеждает Грейсон.Люси превращается в вампира.Мина идет к Грейсону и они впервые занимаются сексом. Ван Хельсинг рассказывает Харкеру всю правду о Грейсоне, теперь они объединяются против него. |                                               |              |                                                     |                 |                     |